# Older & Upper
Older & Upper est le titre de l'édition limitée de l'album Older du chanteur anglais George Michael. Older & Upper est sorti à la fin de l'année 1997.
Older & Upper est un double album. La première partie s'intitule « Older » est contient les onze titres de l'album éponyme. La deuxième partie s'intitule « Upper » et contient une deuxième partie de Fastlove. Elle contient aussi trois chansons déjà présentes dans The Spinning the Wheel E.P., c'est-à-dire un remix de Spinning the Wheel, You Know That I Want To et Safe. Enfin, la partie « Upper » renferme deux nouvelles versions de Star People et The Strangest Thing. La partie « Upper » possède aussi trois éléments interactifs, c'est-à-dire trois clips de George Michael : celui de Fastlove, de Jesus to a Child et de Spinning the Wheel.

## Liste des chansons
| Older | Older                    | Older                                                     | Older | Older | Older | Older | Older | Older | Older |
| No    | Titre                    | Auteur                                                    | Durée |       |       |       |       |       |       |
| ----- | ------------------------ | --------------------------------------------------------- | ----- | ----- | ----- | ----- | ----- | ----- | ----- |
| 1.    | Jesus to a Child         | George Michael                                            | 6:50  |       |       |       |       |       |       |
| 2.    | Fastlove                 | George Michael, Patrice Rushen (sample de Forget Me Nots) | 5:24  |       |       |       |       |       |       |
| 3.    | Older                    | George Michael                                            | 5:32  |       |       |       |       |       |       |
| 4.    | Spinning the Wheel       | Jon Douglas et George Michael                             | 6:21  |       |       |       |       |       |       |
| 5.    | It Doesn't Really Matter | George Michael                                            | 4:49  |       |       |       |       |       |       |
| 6.    | The Strangest Thing      | George Michael                                            | 6:00  |       |       |       |       |       |       |
| 7.    | To Be Forgiven           | George Michael                                            | 5:21  |       |       |       |       |       |       |
| 8.    | Move On                  | George Michael                                            | 4:45  |       |       |       |       |       |       |
| 9.    | Star People              | George Michael                                            | 5:15  |       |       |       |       |       |       |
| 10.   | You Have Been Loved      | David Austin et George Michael                            | 5:27  |       |       |       |       |       |       |
| 11.   | Free                     | George Michael                                            | 2:59  |       |       |       |       |       |       |
| 58:43 |                          |                                                           |       |       |       |       |       |       |       |

| Upper | Upper                                 | Upper                         | Upper | Upper | Upper | Upper | Upper | Upper | Upper |
| No    | Titre                                 | Auteur                        | Durée |       |       |       |       |       |       |
| ----- | ------------------------------------- | ----------------------------- | ----- | ----- | ----- | ----- | ----- | ----- | ----- |
| 1.    | Fastlove (Part II)                    | George Michael                | 4:55  |       |       |       |       |       |       |
| 2.    | Spinning the Wheel (Forthright remix) | Jon Douglas et George Michael | 4:42  |       |       |       |       |       |       |
| 3.    | Star People '97                       | George Michael                | 5:42  |       |       |       |       |       |       |
| 4.    | The Strangest Thing '97               | George Michael                | 4:41  |       |       |       |       |       |       |
| 5.    | You Know That I Want To               | Jon Douglas et George Michael | 4:37  |       |       |       |       |       |       |
| 6.    | Safe                                  | George Michael                | 4:27  |       |       |       |       |       |       |
| 29:04 |                                       |                               |       |       |       |       |       |       |       |